# Типи лісорослинних умов
Тип лісоросли́нних умо́в (скорочено ТЛУ) — це сукупність однорідних лісорослинних умов на покритих і непокритих лісом ділянках. Тип лісу об'єднує лісові й оголені від лісу ділянки, подібні за ґрунтово-гідрологічними та кліматичними умовами. Отже, тип лісу — це ділянка лісу або їх сукупність, які характеризуються єдиним ТЛУ, однаковим складом деревних порід, кількістю ярусів, аналогічною фауною і потребують однакових лісогосподарських заходів при рівних економічних умовах.